# Senador Amaral
Senador Amaral é um município brasileiro do estado de Minas Gerais. Historicamente ligado a Cambuí, obteve sua independência político-administrativa em 1992. Localiza-se na Serra da Mantiqueira, com altitude média de 1500 metros, sendo considerado o município mineiro de maior altitude e a segunda cidade mais alta do Brasil. O setor agropecuário representa grande parcela do PIB municipal, destacando-se as culturas do morango, batata e brócolis, além da relevante produção de flores.

## História
Sua história começa em meados de 1890, quando a família Borges doou ao município de Cambuí uma área para a construção da igreja em honra a São Sebastião. O primitivo lugarejo foi chamado de São Sebastião dos Campos da Lagoa Grande. Elevado a distrito em 1948, já com o nome de Senador Amaral, adquiriu sua independência político-administrativa em abril de 1992. O município possui inúmeras cachoeiras, destacando-se uma localizada na área central, a poucos metros da prefeitura, frequentada por toda a população, além de oferecer passeios ecológicos, como a Pedra da Onça, com excelente vista panorâmica, o Pilão de Pedra, que traga a água de dois rios, devolvendo-as cinco metros abaixo, com várias quedas d'água. Devido ao seu clima ameno e sua elevada altitude, pretende-se fazer de Senador Amaral uma estância climática. Fonte: Secretaria da Cultura em 1 de outubro de 1999.
O nome do município é uma homenagem a Eduardo Amaral , deputado (entre 1911 e 1914) senador (entre 1915 e 1922) por Minas Gerais.

## Geografia e Clima
Senador Amaral é o município com a sede mais alta de Minas Gerais e a segunda do Brasil, superado apenas por Campos do Jordão, no estado de São Paulo. Sua prefeitura encontra-se a 1495,64 metros de altitude, ante os 1639,20 metros da cidade paulista. Monte Verde, apesar de seus 1555 metros (Aeroporto de Monte Verde), não entra neste ranking pois não é um município, mas um distrito pertencente à Camanducaia.
A cidade é a mais fria do estado de Minas Gerais e uma das mais frias do Brasil, superando, em condições térmicas, as conterrâneas: Maria da Fé, Marmelópolis, Delfim Moreira, Bueno Brandão, Gonçalves, Alto Caparaó e Barbacena . Embora Monte Verde seja mais fria que Senador Amaral, ela não é considerada como município mais frio do estado de Minas Gerais devido ao fato de ser um distrito do município de Camanducaia, e não um município propriamente dito . Geadas são relativamente comuns no inverno, principalmente no mês de julho. A ocorrência de neve, apesar do registro de temperaturas negativas, é muito rara, haja vista o frequente bloqueio de frentes frias por massas de ar seco que predominam no período mais frio. Caracterizadas pela baixa umidade, tais massas dificultam a ocorrência de precipitações, inviabilizando o fenômeno.
Senador Amaral apresenta um clima temperado oceânico  (Cfb de acordo com a classificação climática de Köppen-Geiger) com verões úmidos caracterizados por dias mornos e alguns dias quentes e noites muito frescas. Os invernos são secos e relativamente frios, principalmente durante a noite, apresentando dias ensolarados com temperatura amena e névoa úmida durante as manhãs.

Sua paisagem é marcada pelos campos de altitude, ponteada por resquícios da Mata Atlântica original e plantações, em sua maioria de morangos e brócolis. Destaca-se a significante presença de araucárias e outras árvores de clima temperado. Há forte a presença de roedores, como os esquilos e capivaras na fauna local.
| Gráfico climático para Senador Amaral, Minas Gerais | Gráfico climático para Senador Amaral, Minas Gerais | Gráfico climático para Senador Amaral, Minas Gerais | Gráfico climático para Senador Amaral, Minas Gerais | Gráfico climático para Senador Amaral, Minas Gerais | Gráfico climático para Senador Amaral, Minas Gerais | Gráfico climático para Senador Amaral, Minas Gerais | Gráfico climático para Senador Amaral, Minas Gerais | Gráfico climático para Senador Amaral, Minas Gerais | Gráfico climático para Senador Amaral, Minas Gerais | Gráfico climático para Senador Amaral, Minas Gerais | Gráfico climático para Senador Amaral, Minas Gerais |
| --------------------------------------------------- | --------------------------------------------------- | --------------------------------------------------- | --------------------------------------------------- | --------------------------------------------------- | --------------------------------------------------- | --------------------------------------------------- | --------------------------------------------------- | --------------------------------------------------- | --------------------------------------------------- | --------------------------------------------------- | --------------------------------------------------- |
| J                                                   | F                                                   | M                                                   | A                                                   | M                                                   | J                                                   | J                                                   | A                                                   | S                                                   | O                                                   | N                                                   | D                                                   |
| 308 23 13                                           | 268 23 13                                           | 205 22 12                                           | 86 21 10                                            | 60 19 7                                             | 52 18 5                                             | 31 18 5                                             | 38 20 6                                             | 75 21 9                                             | 161 22 10                                           | 195 22 12                                           | 279 22 12                                           |
| Temperaturas em °C • Precipitações em mmFonte:      |                                                     |                                                     |                                                     |                                                     |                                                     |                                                     |                                                     |                                                     |                                                     |                                                     |                                                     |

Senador Amaral, localizada no sul do Estado de Minas Gerais, dista 447 km da capital Belo Horizonte, 171 km de São Paulo, 94 km de Bragança Paulista, 66 km de Pouso Alegre e 20 km de Cambuí, município mais próximo. O acesso rodoviário principal se dá pela Rodovia Fernão Dias (BR-381) e a MG-295, na altura de Cambuí (km 895 da Fernão Dias).
O censo realizado pelo IBGE no ano de 2022 indicou o total de 6 206 moradores no município. 
Apresenta clima temperado e úmido, com temperaturas máximas e mínimas variando, em média, entre 22 °C e 11 °C, e índice pluviométrico de 1758 mm. A temperatura média anual é de 15 °C, apresentando verões amenos e chuvosos e invernos frios e secos, com a ocorrência eventual de temperaturas próximas de 0 °C.

## Rodovias
A rodovia MG-295 corta o município, que pode ser acessada pela Rodovia Fernão Dias (km 895).